# Diecezja Xochimilco
Diecezja Xochimilco (hiszp. Diócesis de Xochimilco) – rzymskokatolicka diecezja ze stolicą w dzielnicy Xochimilco, w mieście Meksyk, w Meksyku. Biskupstwo jest sufraganią archidiecezji meksykańskiej.
Terytorium diecezji obejmuje dalekie południowe dzielnice miasta Meksyk. Na jej terenie służy 100 sióstr i 18 braci zakonnych.

## Historia
28 września 2019 papież Franciszek erygował diecezję Xochimilco. Dotychczas wierni z tych terenów należeli do archidiecezji meksykańskiej, którą postanowiono podzielić ze względu na wysoką liczbę wiernych. Celem reorganizacji było zapewnienie lepszej opieki duszpasterskiej. Pierwszym biskupem Xochimilco został dotychczasowy biskup pomocniczy archidiecezji meksykańskiej Andrés Vargas Peña.

## Biskupi
- Andrés Vargas Peña (2019 - 2025)
- Juan María Huerta Muro (od 2025)